# Suzan Lamens
Suzan Lamens (Berkel en Rodenrijs, 5 juli 1999) is een tennisspeelster uit Nederland.

## Loopbaan
Lamens startte met tennissen bij tennisclub ATV Berkelrode, in Berkel en Rodenrijs. Zij speelt met die vereniging in de Nederlandse eredivisie. Lamens werd eind 2021 Nederlands kampioene – zij versloeg op 19 december 2021 in de finale Stéphanie Visscher met 6-3 en 6-2. Zij won in 2021 ook haar eerste $60k-titel op het ITF-toernooi van Amstelveen in het dubbelspel, samen met Quirine Lemoine.
Lamens heeft plaats 58 als hoogste positie op de Women's Tennis Association (WTA) lijst, behaald in augustus 2025. Zij heeft in het WTA-dubbelspel plaats 183 behaald (mei 2023).
In 2022 kwalificeerde Lamens zich voor het eerst voor een WTA-hoofdtoernooi, op het toernooi van Bogota – zij bereikte er de tweede ronde.
Lamens stond in april 2024 voor het eerst in een WTA-finale, op het WTA 125-toernooi van Oeiras – hier veroverde zij haar eerste titel, door de Deense Clara Tauson te verslaan. Hiermee maakte zij haar entrée op de mondiale top 150 van het enkelspel. In oktober won zij het WTA-toernooi van Japan in Osaka – in de finale zegevierde zij over de Australische Kimberly Birrell. Hiermee steeg zij naar de top 100 van het enkelspel.
In 2025 had Lamens haar grandslamdebuut op het Australian Open. Zij won haar openingspartij van Veronika Erjavec en bereikte zo de tweede ronde.

### Tennis in teamverband
In de periode 2022–2024 maakte Lamens deel uit van het Nederlandse Fed Cup-team – zij vergaarde daar een winst/verlies-balans van 20–6.

## Posities op deWTA-ranglijst
Positie per einde seizoen:
| jaar | rang enkelspel | rang dubbelspel |
| ---- | -------------- | --------------- |
| 2016 | 1000           | 801             |
| 2017 | 954            | 589             |
| 2018 | 989            | 574             |
| 2019 | 532            | 356             |
| 2020 | 480            | 320             |
| 2021 | 277            | 228             |
| 2022 | 213            | 238             |
| 2023 | 218            | 220             |
| 2024 | 87             | 230             |

## Palmares
| Legenda                 |
| ----------------------- |
| Grandslamtoernooi       |
| Olympische Spelen       |
| Year-End Championships  |
| Premier Mandatory       |
| Premier Five / WTA 1000 |
| Premier / WTA 500       |
| International / WTA 250 |
| Challenger / WTA 125    |

### WTA-finaleplaatsen enkelspel
| nr.              | finale     | toernooi          | ondergrond | tegenstandster   | score         |         |
| ---------------- | ---------- | ----------------- | ---------- | ---------------- | ------------- | ------- |
| gewonnen finales |            |                   |            |                  |               |         |
| 1.               | 2024-04-21 | WTA Oeiras        | gravel     | Clara Tauson     | 6-4, 5-7, 6-4 | details |
| 2.               | 2024-10-20 | WTA Japan (Osaka) | hardcourt  | Kimberly Birrell | 6-0, 6-4      | details |
| verloren finales |            |                   |            |                  |               |         |
| geen             |            |                   |            |                  |               |         |

### Gewonnen ITF-toernooien enkelspel
| nr. | finale     | toernooi | dotatie  | ondergrond    | tegenstandster in finale | score    |
| --- | ---------- | -------- | -------- | ------------- | ------------------------ | -------- |
| 1.  | 2019-06-30 | Alkmaar  | $ 15.000 | gravel        | Marina Yudanov           | 7-5, 6-2 |
| 2.  | 2019-07-21 | Pärnu    | $ 15.000 | gravel        | Jelena Malõgina          | 6-4, 6-0 |
| 3.  | 2021-07-18 | Telavi   | $ 25.000 | gravel        | Joanne Züger             | 7-5, 6-2 |
| 4.  | 2022-03-27 | Medellín | $ 25.000 | gravel        | Ylena In-Albon           | 6-4, 6-2 |
| 5.  | 2023-08-27 | Malmö    | $ 25.000 | gravel        | Ayla Aksu                | 6-1, 6-4 |
| 6.  | 2024-03-10 | Trnava   | $ 75.000 | hardcourt (i) | Céline Naef              | 6-2, 6-2 |

### Gewonnen ITF-toernooien dubbelspel
| nr. | finale     | toernooi            | dotatie  | ondergrond    | partner              | tegenstandsters in finale            | score             |
| --- | ---------- | ------------------- | -------- | ------------- | -------------------- | ------------------------------------ | ----------------- |
| 01. | 2016-09-11 | Alphen aan den Rijn | $ 10.000 | gravel        | Nina Kruijer         | Chayenne Ewijk Rosalie van der Hoek  | 6-0, 3-6, [10-5]  |
| 02. | 2016-10-30 | Iraklion            | $ 10.000 | gravel        | Nina Kruijer         | Mira Antonitsch Phillis Vanenburg    | 6-4, 4-6, [12-10] |
| 03. | 2016-11-06 | Iraklion            | $ 10.000 | gravel        | Nina Kruijer         | Steffi Distelmans Vlada Katic        | 6-2, 4-6, [10-8]  |
| 04. | 2017-10-15 | Sharm-el-Sheikh     | $ 15.000 | hardcourt     | Nina Kruijer         | Barbara Bonić Nastja Kolar           | 3-6, 7-5, [10-8]  |
| 05. | 2018-08-26 | Rotterdam           | $ 15.000 | gravel        | Svjatlana Pirazjenka | Dewi Dijkman Isabelle Haverlag       | 6-3, 4-6, [10-5]  |
| 06. | 2018-09-02 | Haren               | $ 15.000 | gravel        | Arianne Hartono      | Yukina Saigo Dominique Karregat      | 6-1, 6-7, [10-4]  |
| 07. | 2019-06-02 | Montemor-o-Novo     | $ 15.000 | gravel        | Anna Pribylova       | Maria Inês Fonte Francisca Jorge     | 6-2, 2-6, [10-7]  |
| 08. | 2019-09-01 | Praag               | $ 25.000 | gravel        | Marina Melnikova     | Katarzyna Piter Anastasiya Shoshyna  | 6-2, 5-7, [10-8]  |
| 09. | 2019-11-10 | Pärnu               | $ 15.000 | hardcourt (i) | Anastasia Pribylova  | Iveta Daujotaitė Patrīcija Špaka     | 6-1, 6-2          |
| 10. | 2020-02-02 | Manacor             | $ 15.000 | hardcourt     | Nina Stadler         | Marija Marfoetina Camilla Rosatello  | 4-6, 6-1, [10-6]  |
| 11. | 2020-08-30 | Alkmaar             | $ 15.000 | hardcourt     | Marine Partaud       | Eva Vedder Stéphanie Visscher        | 7-5, 7-6          |
| 12. | 2020-11-08 | Ortisei             | $ 15.000 | hardcourt (i) | Kimberley Zimmermann | Federica Di Sarra Anastasia Kulikova | 3-6, 6-4, [11-9]  |
| 13. | 2021-04-25 | Oeiras              | $ 25.000 | gravel        | Marina Melnikova     | Natela Dzalamidze Sofja Lansere      | 6-3, 6-1          |
| 14. | 2021-07-11 | Amstelveen          | $ 60.000 | gravel        | Quirine Lemoine      | Amina Ansjba Anastasia Dețiuc        | 6-4, 6-3          |
| 15. | 2022-11-06 | Haabneeme           | $ 25.000 | hardcourt (i) | Malene Helgø         | Dalila Jakupović Arantxa Rus         | 6-2, 6-1          |
| 16. | 2023-08-27 | Malmö               | $ 25.000 | gravel        | Lexie Stevens        | Jacqueline Cabaj Awad Lisa Zaar      | 6-4, 6-1          |

## Resultaten grandslamtoernooien
| Legenda | Legenda                          |
| ------- | -------------------------------- |
| g.t.    | geen toernooi gehouden           |
| l.c.    | lagere categorie                 |
| –       | niet deelgenomen                 |
| G       | uitgeschakeld in de groepsfase   |
| 1R      | uitgeschakeld in de eerste ronde |
| 2R      | uitgeschakeld in de tweede ronde |
| 3R      | uitgeschakeld in de derde ronde  |
| 4R      | uitgeschakeld in de vierde ronde |
| KF      | uitgeschakeld in de kwartfinale  |
| HF      | uitgeschakeld in de halve finale |
| F       | de finale verloren               |
| W       | het toernooi gewonnen            |
| w-v     | winst/verlies-balans             |

### Enkelspel
| toernooi        | 2025 |
| --------------- | ---- |
| Australian Open | 2R   |
| Roland Garros   | 1R   |
| Wimbledon       | 2R   |
| US Open         |      |

### Vrouwendubbelspel
| toernooi        | 2025 |
| --------------- | ---- |
| Australian Open | 1R   |
| Roland Garros   | 1R   |
| Wimbledon       | 1R   |
| US Open         |      |